# Komárom (comitat)
Komárom est un ancien comitat de la Grande Hongrie, au sein de l'Autriche-Hongrie, et ce nom désigne toujours, officieusement, le territoire correspondant. En 1918, la république démocratique de Hongrie se disloque et la première république tchécoslovaque est proclamée : le traité de Trianon de 1920 officialise le partage entre les deux pays du comitat de Komárom dont le territoire est actuellement dans le sud de la Slovaquie (rive gauche du Danube) et dans le nord de la Hongrie (rive droite du Danube).